# Letheobia somalica
Espèce
Synonymes
- Typhlops somalicus Boulenger, 1895
- Rhinotyphlops somalicus (Boulenger, 1895)
- Typhlops acutirostris Mocquard, 1905

Letheobia somalica est une espèce de serpents de la famille des Typhlopidae. 

## Répartition
Cette espèce est endémique d'Éthiopie. Elle se rencontre habituellement entre 1 800 et 2 200 m d'altitude, bien que le spécimen type ait été collecté à 600 m d'altitude.

## Description
Dans sa description Boulenger indique que le spécimen en sa possession mesure 45 cm. Son dos est olive pâle et sa tête jaunâtre.

## Publication originale
- Boulenger, 1895 : An account of the reptiles and batrachians collected by Dr. A. Donaldson Smith in western Somali-land and the Galla Country. Proceedings of the Zoological Society of London, vol. 1895, p. 530-540 (texte intégral).